# Arszenik i stare koronki (sztuka)
Arszenik i stare koronki (ang. Arsenic and Old Lace) – komedia autorstwa Josepha Kesselringa z 1939 roku, z gatunku czarnego humoru. 
Bohaterkami sztuki są dwie starsze panie z oddaniem opiekujące się kuzynem Teddym, cierpiącym na lekkie zaburzenia psychiczne.  Siostry Abby i Marta Brewster są przeświadczone, że ich zadaniem jest niesienie pomocy innym. Chcą skrócić męki żywota samotnym mężczyznom wynajmującym pokój w ich domu i w tym celu częstują ich winem zatrutym arszenikiem. Swoje ofiary grzebią w piwnicy. Pomaga im w tym niczego nieświadomy Teddy, który myśli, że jest prezydentem  Rooseveltem i kopie śluzy Kanału Panamskiego, w których później chowane są ofiary ciotek. Niespodziewanie do domu wraca siostrzeniec obu pań – Mortimer Brewster. Przybywa on w towarzystwie swojej narzeczonej i odkrywa straszną prawdę. W rodzinnym domu pojawia się również kolejny siostrzeniec – Jonathan – poszukiwany przez policję wielokrotny morderca.
Sztuka Josepha Kesselringa była przebojem lat 40. na Broadwayu, najpierw w Fulton Theatre (1941), a potem w Hudson Theater (1943). Następnie spopularyzował ją Frank Capra, dokonując adaptacji filmowej pod tym samym tytułem w 1944. 
Mniej znane adaptacje filmowe to:
- Arszenik i stare koronki – hiszpański film z 1995 roku w reż. Anny Lizaran
- Arszenik i stare koronki – duński film z 2002 roku w reż. Larsa Knutzona

Polskiego przekładu dokonali Antoni Marianowicz i Janusz Minkiewicz. Do najbardziej znanych polskich realizacji należą: 
- spektakl w reżyserii Adama Hanuszkiewicza w Teatrze Powszechnym z 1957 roku[2][3],
- spektakl Teatru Telewizji w reżyserii Macieja Englerta z 1975 roku, który ukazał się w cyklu Teatr Sensacji "Kobra" i znalazł się na liście stu najlepszych w historii Teatru Telewizji przedstawień teatralnych, wytypowanych w sierpniu 1999 r. przez Akademię Teatru Telewizji[4],
- spektakl w reżyserii Adama Hanuszkiewicza w Teatrze Nowym w Warszawie z 1990 roku[5][6],
- spektakl w reżyserii Andrzeja Marii Marczewskiego w Teatrze Sabat z 2001 roku[7][8].